# Modern Farmer (magazine)
Modern Farmer es una revista trimestral estadounidense dedicada a la agricultura y la alimentación, fundada en abril de 2013. La revista es única en el sentido de que trata de tener lectores rurales y urbanos por igual, y de "atraer a la persona que quiere romantizar la agricultura y a la persona que está hasta las rodillas de excrementos de pavo", según The New York Times. En 2014, la publicación ganó el National Magazine Awards por la Sección de Revistas.
La revista Modern Farmer cubre temas relacionados con la ganadería y sus artículos incluyen, entre otros, una serie de entrevistas con ministros de agricultura de todo el mundo. Sus reportajes tienden a adoptar una perspectiva "de la granja a la mesa", cubriendo exhaustivamente temas de alimentación y agricultura como el yogur griego o los cerdos asilvestrados. Además de la revista impresa, cuenta con un popular sitio web; su "goatcam", una webcam pública de cabras, produjo 60.000 páginas vistas solamente.

## Historia
Con sede en Hudson, Nueva York, la revista contaba con el respaldo financiero de Fiore Capital y su directora ejecutiva/editora jefe fundadora fue Ann Marie Gardner; más tarde fue sustituida por Sarah Gray Miller. Gardner, editora de revistas durante muchos años, tuvo la idea de Modern Farmer cuando intentó desarrollar un programa de televisión sobre una editora de revistas que cubría una historia sobre el conflicto entre antiguos y nuevos agricultores en Germantown, Nueva York. Tras desarrollar una serie de historias para el personaje ficticio, decidió crear una revista real.
A principios de 2015, el fundador de la revista y gran parte de su personal editorial abandonaron la publicación, suspendiéndose la publicación impresa. El propietario del periódico dijo en un comunicado que planeaba regresar para un número de verano en 2015. A pesar de las dificultades fiscales, la revista regresó temporalmente en 2015, en parte debido al continuo apoyo de Frank Giustra al proyecto. En 2018, la revista pasó a ser solo en línea.